# Хайнихен, Иоганн Давид
Иога́нн Дави́д Ха́йнихен (нем. Johann David Heinichen; 17 апреля 1683, Тойхерн — 16 июля 1729, Дрезден) — немецкий композитор, музыкальный теоретик, придворный капельмейстер.

## Очерк биографии и творчества
Родился близ Вайсенфельса в семье пастора. Изучал музыку, игру на органе и клавесине в знаменитой Лейпцигской Школе Святого Фомы, под руководством Иоганна Шелле и Иоганна Кунау. Служил регентом в Пегау, был деревенским пастором.
В 1702 году И. Хайнихен решил посвятить себя юриспруденции, поступил в Лейпцигский университет и в 1706 году получил диплом адвоката, до 1709 практиковал в Вайсенфельсе. 
В 1710 году отправился в Италию, где 7 лет обучался музыке в Риме, Неаполе и Венеции, где с успехом были поставлены его оперы. Позже служил капельмейстером при дворе курфюрста Саксонии Августа Сильного в Дрездене. В 1717 стал коллегой Иоганна Себастьяна Баха при дворе князя Леопольда Ангальт-Кётенского в Кётене. В связи с тем, что с 1717 года двор Фридриха Августа I Саксонского (в Дрездене) стал официально католическим, для музыкального оформления католических служб потребовались новые сочинения.
Хайнихен — автор 12 месс, двух реквиемов, 9 магнификатов, 30 мотетов на тексты Псалтири, марианских антифонов, гимнов (в т.ч. три на текст Te Deum), литаний. С равным усердием работал и в области светской музыки: написал четыре оперы, кантаты на итальянские и немецкие тексты, 5 серенад (для певцов), 2 оратории, оркестровые сочинения (известны 11 «Дрезденских концертов»), два гобойных концерта. В наши дни сохраняет популярность его ария Io vorrei saper d’amore (из неоконченной оперы «Флавий Крисп»).     
Хайнихен прославился также как автор двух музыкально-теоретических трудов — «Новое и основательное наставление <...> к совершенному овладению генерал-басом» («Neu erfundene und gründliche Anweisung <...> zu vollkommener Erlernung des General-Basses», 1711) и «Генерал бас в музыкальной композиции» («Der General-Baß in der Composition», 1728). Несмотря на сходство заголовков и внутренней структуры (оба в двух частях), первый представляет собой преимущественно учебник по генерал-басу, а второй — грандиозный по объему (около 1000 страниц) труд, соединяющий в себе черты научного трактата о гармонии и учебника практической гармонии.

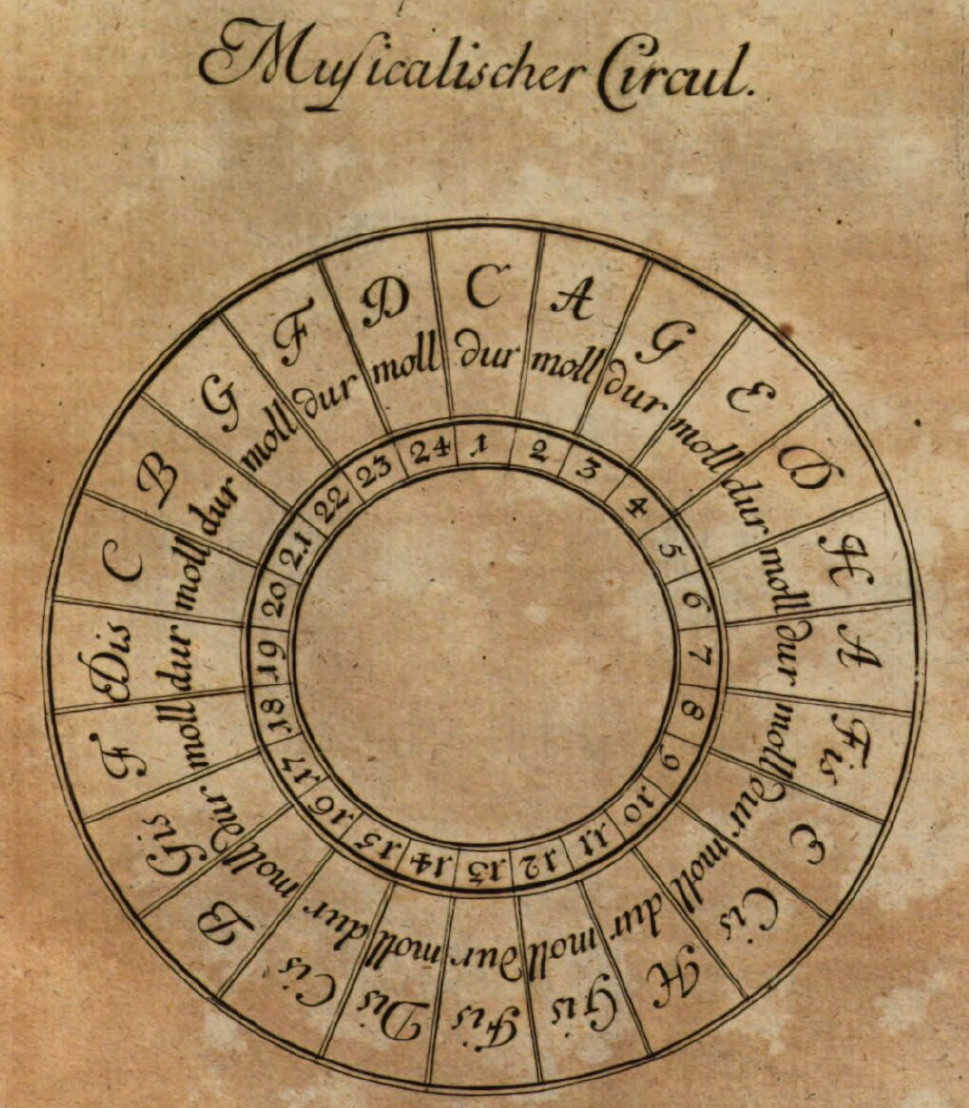
Квинтовый круг тональностей (из трактата 1728 года). Все тональности приведены парами — мажорная и соответствующая ей минорная. Используются только диезы (Es-dur показана как Dis-dur, As-dur как Gis-dur и т.д.)

В обоих трактатах Хайнихен описывает квинто-квартовое родство тональностей, которое (впервые на Западе) представляет в виде квинтового круга.
Умер от туберкулёза в 1729 году.

## Труды
- Neu erfundene und gründliche Anweisung wie ein Music-Liebender auff gewisse vortheilhafftige Arth könne zu vollkommener Erlernung des General-Basses, entweder durch eigenen Fleiß selbst gelangen oder durch andere kurz und glücklich dahin angeführet werden dergestalt daß er so wohl die Kirchen als theatralischen Sachen insonderheit auch das Accompagnement des Recitativ-Styli wohl verstehe und geschickt zu tractiren wisse. […] Nebst einer Ausführlichen Vorrede. Hamburg: Benjamin Schiller, 1711.
- Der General-Bass in der Composition, oder Neue und gründliche Anweisung Wie ein Music-Liebender mit besonderm Vortheil, durch die Principia der Composition, nicht allein den General-Bass im Kirchen-, Cammer- und Theatralischen Stylo vollkommen, & in altiori Gradu erlernen; sondern auch zu gleicher Zeit in der Composition selbst, wichtige Profectus machen könne. Nebst einer Einleitung oder Musicalischen Raisonnement von der Music überhaupt, und vielen besondern Materien der heutigen Praxeos. Dresden: Selbstverlag, 1728.